# Abbaye d'Anhausen an der Brenz
Pour la municipalité de l'arrondissement de Neuwied, en Rhénanie-Palatinat, voir Anhausen.
L'abbaye d'Anhausen est une ancienne abbaye bénédictine sur le territoire de Herbrechtingen, dans le Land de Bade-Wurtemberg et le diocèse de Rottenburg-Stuttgart, sur la Brenz.

## Histoire
En 1095, quatre fils du comte palatin Manegold de Souabe fondent une abbaye à Langenau. En 1125, les moines viennent à Anhausen. En 1287, la maison de Helfenstein (de) protège le monastère. En 1320, l'abbaye de Lorch ses propriétés de Bolheim et en partie de Mergelstetten à celle d'Anhausen an der Brenz. Son patrimoine se développe au cours du XIVe siècle. À partir de cette époque, les moines produisent également de la bière en plus du maraîchage et du vignoble.
Construits dans un style roman, les bâtiments sont reconstruits après la guerre contre Ulrich V de Wurtemberg en 1448 et des pillages en 1462 dans un style gothique tardif.
L'abbaye est dissoute une première fois en 1536 par Ulrich VI de Wurtemberg et devient une école. Au cours de la guerre de trente ans, l'école du monastère est occupée par des troupes impériales en 1630 puis remise à l'église catholique. Après les traités de Westphalie, elle devient la propriété d'Eberhard VII de Wurtemberg.
Le lieu accueille alors une école et un monastère de 31 abbés et prélats évangéliques jusqu'à sa dissolution par la sécularisation en 1806. Magnus Friedrich Roos s'y installe en 1784 et y vit jusqu'à sa mort en 1803.
L'État du Wurtemberg vend les lieux en partie en 1806 et délaisse le reste. L'église est démolie entre 1831 et 1835, vraisemblablement en même temps que la chapelle à 400 m au sud-est, probablement construite vers 1400. Une filature de coton et une brasserie sont présentes.
Au début, le monastère est assigné au diocèse d'Augsbourg, puis à partir de 1821 de Rottenburg-Stuttgart. L'ordre bénédictin est présent de 1125 à 1536, de 1548 à 1558 et de 1630 à 1648.
Le bâtiment du XVIe siècle et XVIIe siècle, les bâtiments de l'ancienne église d'hiver et la brasserie XVIIIe siècle et XIXe siècle, ainsi que la taverne sont encore préservés. L'ancien complexe du monastère est aujourd'hui utilisé comme une auberge, un immeuble résidentiel, un entrepôt et une ferme. Il n'est plus accessible au public, à l'exception de l'auberge.
L'abbaye d'Anhausen est depuis 1997 une étape de la route de Hohenstaufen. Il se situe au début de la vallée d'Eselsburg, une réserve naturelle avec une boucle de la vallée de la Brenz, qui est l'une des attractions touristiques les plus importantes du Jura souabe.

## Source de la traduction
- (de) Cet article est partiellement ou en totalité issu de l’article de Wikipédia en allemand intitulé « Kloster Anhausen an der Brenz » (voir la liste des auteurs).